# Ракерсвилл
Ракерсвилл (англ. Ruckersville) — статистически обособленная местность в округе Грин штата Виргиния, расположенная в сельской местности к северу от Шарлотсвилла. Население по оценке 2020 года составляло 1321 человек. Местность была основана в 1732 году той же семьёй, которая основала Ракерсвилл в штате Джорджия.

## География
Ракерсвилл расположен на юго-востоке округа Грин.
По данным Бюро переписи населения США, Ракерсвилл имеет общую площадь 7,2 км², из которых 0,06 км², или 0,79 %, приходится на воду.

## Транспорт
Через Ракерсвилл проходят основные маршруты: трасса 29 и трасса 33. Трасса 33 направляется в 21 км на восток до Гордонсвилла, в 24 км на запад до Скайлайн Драйв и 61 км в Харрисонбург. Трасса 29 направляется на 19 км к северу от Мадисона и 47 км к Калпеперу.